# بادينغتون (مسلسل 1976)
بادينغتون (بالإنجليزية: Paddington) هو مسلسل رسوم متحركة بريطاني للأطفال مبني على سلسلة كتب الذي تحمل نفس الاسم التي كتبها مايكل بوند. تم بث المسلسل من عام 1976 إلى عام 1980، وكتب السيناريو له بوند نفسه، وأنتجته شركة فيلمفير، ورواه مايكل هوردن، الذي أدى أيضًا صوت جميع الشخصيات.
تم تحريك بادينغتون باستخدام تقنية الحركة المتوقفة. بادينغتون نفسه عبارة عن دمية في بيئة ثلاثية الأبعاد، في حين أن الشخصيات الأخرى عبارة عن قطع من الورق. استخدم العرض التلفزيوني الخاص النهائي تقنية مختلفة قليلاً باستخدام شخصيات متحركة بالكامل مرسومة بتقنية ثنائية الأبعاد.
عرضت على قناة بي بي سي ون مسلسل بادينغتون لأول مرة في يناير 1976، وانتهى المسلسل في مايو، ولكن تم إضافته إلى حلقتين خاصتين لعيد الميلاد في ديسمبر.
كان بادينغتون أول برنامج تلفزيوني مقتبس من قصص الدب بادينغتون. تم إنتاج مسلسل الدب بادينغتون (1989) بواسطة شركة هانا-باربيرا للإنتاج للبث المباشر، بينما تم إنتاج مسلسل مغامرات الدب بادينغتون (1997) بواسطة شركة سينار وبروتكريا.

## المادة المصدرية
تعتمد حلقات بادينغتون على القصص المنشورة في الكتب التالية التي كتبها مايكل بوند:
- دب يدعى بادينغتون (1958)
- المزيد عن بادينغتون (1959)
- بادينغتون يساعد (1960)
- بادينغتون في الخارج (1961)
- بادينغتون طليقًا (1962)
- بادينغتون يسير على قدميه (1964)
- بادينغتون في العمل (1966)
- بادينغتون يذهب إلى المدينة (1968)
- بادينغتون يأخذ الهواء (1970)
- كتاب قصة بادينغتون الأزرق (1973)
- بادينغتون في البرج (1973)
- بادينغتون على القمة (1974)
- بادينغتون يأخذ الاختبار (1979)

## الشخصيات
- الدب بادينغتون - بطل الرواية، وهو دب معرض للحوادث ولكنه حسن النية من منطقة بيرو المظلمة. تم تسميته بادينغتون براون من قبل عائلة براون بعد أن وجدوه في محطة بادينغتون لأن اسمه البيروفي كان من الصعب نطقه. إنه يحب ساندويتشات المربى ويحتفظ بها دائمًا تحت قبعته لحالات الطوارئ. في البداية، وجدناه يرتدي بطاقة أمتعة حول رقبته تحمل عبارة "الرجاء الاعتناء بهذا الدب. شكرًا لك". كما أنه مهذب للغاية، ولا يخاطب أي شخص باسمه الأول أبدًا، بل دائمًا بلقبه (سيد، سيدة، سيد أو آنسة).
- السيد هنري براون - بطريرك عائلة براون.
- السيدة ماري براون - سيدة عائلة براون.
- جوناثان وجودي براون - أطفال عائلة براون. لم يتم تحديد أبدًا ما إذا كان أحدهما أكبر سنًا من الآخر، مما يؤدي إلى الاعتقاد بأنهما توأمان.
- السيدة بيرد - مربية الأطفال ومدبرة المنزل الصارمة ولكن الودودة في نهاية المطاف وجاء من الهند.
- السيد جروبر - صاحب متجر التحف في شارع بورتوبيللو الذي يرتاده بادينغتون لتناول وجبة خفيفة. إنه رجل مسن ينحدر من المجر.
- السيد كاري - جار براونز السيء. غالبًا ما يسعى للحصول على شيء مقابل لا شيء وغالبًا ما يخاطب بادينغتون بلقب "الدب!".

## البث
في عام 1975، أكملت شركة فيلم فير إنتاج الموسم الأول، والذي كان يتألف من 30 حلقة. تم بث السلسلة الأولى على بي بي سي ون في عام 1976. السلسلة الثانية والتي تتكون من 26 حلقة كانت بعنوان مغامرات بادينغتون. تم بث هذه البرامج في عامي 1978 و1979، وتبعتها حلقات تلفيزيونية خاصة في أعوام 1980 و1984 و1986. تم بثه لاحقًا على القناة الرابعة البريطانية مع عرض المسلسل في برنامج غلاف يسمى تيك 5 والذي بث برامج الأطفال التي تم عرضها مسبقًا على شبكات أخرى.
في الولايات المتحدة، تم بث حلقات بادينغتون على قناة نيكلوديون كجزء من برنامج بينوهيل، وكجزء من المسلسل المشترك رومبر رووم. اشترت قناة ديزني حقوق بث بادينغتون في عام 1989 لتضمينه في برنامج لانش بوكس، كما بثت المسلسل أيضًا كفقرات فاصلة بعد العرض حتى عام 1997. 
في الوطن العربي، تم البث على التلفزيون الجزائري، كنال ألجيري والجزائرية الثالثة في بداية رمضان 2001، ويبث على إم بي سي 3 في 2004، ويبث على دوزيم في 2003، ويبث على أجيال في 2009، ويبث على طيور الجنة في 2008، ويبث على طيور الجنة 2 في 2011.

## موسيقى الموضوع
تم تأليف المقطوعة الموسيقية التي أصبحت معروفة باسم موضوع الدب بادينغتون بواسطة هربرت تشابيل وبدأت حياتها كموسيقى عرضية لتكييف هيئة الإذاعة البريطانية عام 1972 لرواية اللورد بيتر ويمسي. كان أول إصدار تجاري لها على الجانب الخلفي من أغنية اللورد بيتر ويمسي في عام 1972، حيث تم تسميتها "حجم عشرة خلط" وتم نسبها إلى "صديقات". هذا التسجيل - والذي ليس التسجيل الموجود فعليًا في بادينغتون - ظهر منذ ذلك الحين في العديد من ألبومات التجميع الخاصة بموضوعات التلفزيون.
ارتبطت هذه المقطوعة الموسيقية لأول مرة ببادينغتون في عرض مسرحي بعنوان "مغامرات الدب المسمى بادينغتون" في عام 1973. أصبح المسار الآن يحتوي على كلمات (قدمتها زوجة هربرت شابيل بريندا جونسون) وتمت إعادة تسميته ببساطة "الدب بادينغتون". ظهرت نسخة يؤديها برنارد كريبينز في أغنية واحدة مكونة من أربعة مسارات من العرض في عام 1974. 
تم إعادة تسجيل القطعة (في نسختين مختلفتين) لعرض تلفزيوني؛ ولم يتم ذكر أي فنان على الشاشة باستثناء الملحن هربرت تشابيل. تم إصدار أحد هذه التسجيلات في ألبوم "سجل حفل بادينغتون" لعام 1976 والذي يُنسب الفضل فيه إلى المؤديين باسم فريدي ويليامز والمطربين الرئيسيين.  يظل هذا الإصدار المصنوع من الفينيل هو المصدر الوحيد للنسخة التلفزيونية الأصلية لأغنية بادينغتون.

## روابط خارجية
- بادينغتون على موقع IMDb (الإنجليزية)
- بادينغتون على موقع روتن توميتوز (الإنجليزية)
- بادينغتون على موقع كينوبويسك (الروسية)
- بادينغتون على موقع قاعدة بيانات الفيلم (الإنجليزية)